# Kagurazaka
Kagurazaka (神楽坂) est un quartier de Tokyo situé à proximité de la gare d'Iidabashi. Ce quartier possède une rue avec des commerces en son centre ainsi que de nombreux cafés et restaurants. Le quartier est desservi par les lignes de métro Tozai et Oedo.

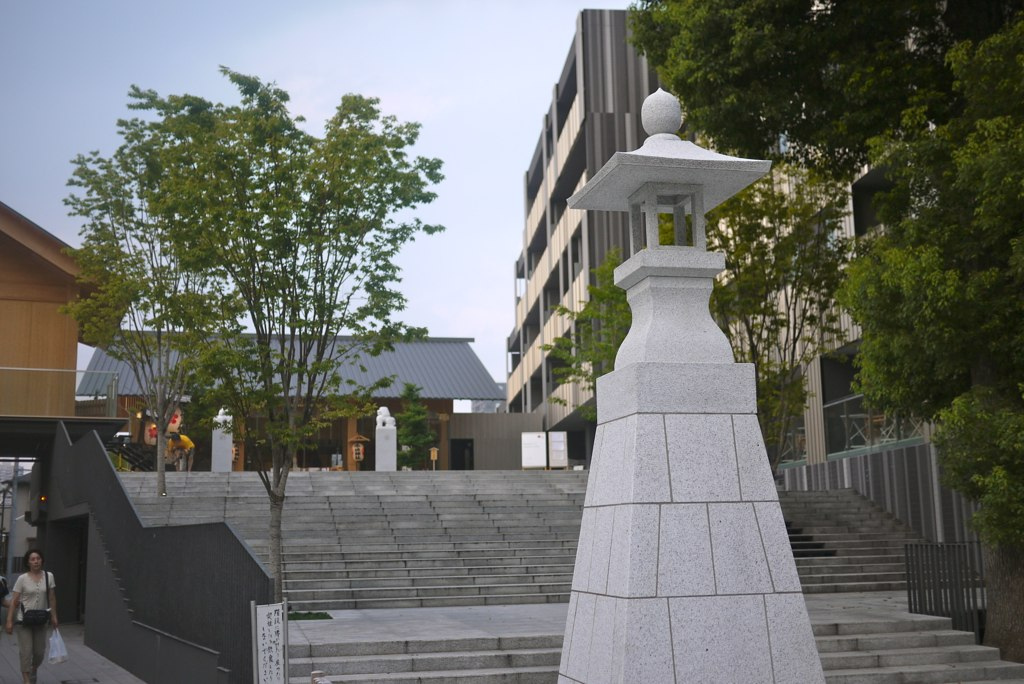
Sanctuaire Akagi.

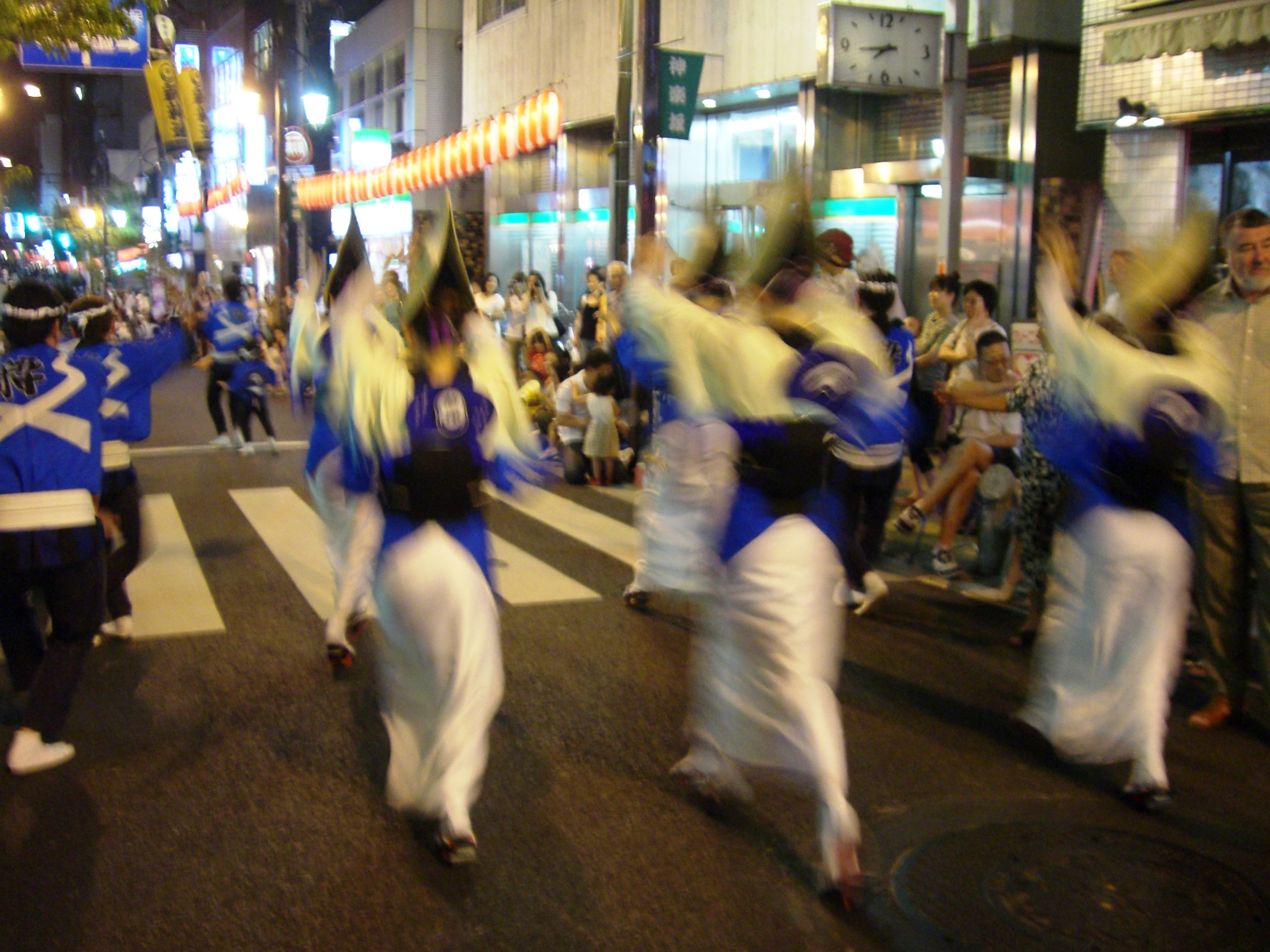
Juillet 2007, Awa Odori à Kagurazaka.

Ce quartier est réputé comme le quartier français de Tokyo. De nombreux ressortissants français habitent le quartier. Il possède une forte concentration de restaurants français, de pâtisseries françaises, de marchands de vins, une librairie française et abrite l'antenne tokyoïte de l'Institut Français du Japon et le Lycée franco-japonais de Tokyo était dans le quartier voisin d'Iidabashi avant son déménagement dans le quartier de Takinozawa.

## Histoire
Fondée dans les années 1650, la route principale de Kagurazaka fut autrefois à proximité des remparts du château d'Edo, en face du pont Ushigome qui enjambait une douve du château, et a depuis lors été un emplacement recherché de par cette situation géographique. Le quartier gagne en popularité à partir de la fin du XVIIIe siècle avec l'importation du temple Zenkokuji et le développement de commerces dans les environs. Kagurazaka devient alors un lieu de réunion pour les élites de l'époque et au début du XXe siècle, sa renommée était principalement basée sur ses nombreuses maisons de geisha. Kagurazaka est l'un des hanamachi que l'on peut trouver au Japon. 
À la suite du grand tremblement de terre du Kanto en 1923, Kagurazaka recueille nombre de restaurants huppés auparavant situés à Ginza et construit peu à peu sa réputation de quartier culturel. En raison des relativement faibles dégâts causés par le tremblement de terre dans le quartier, Kagurazaka devient également une source d'inspiration pour des écrivains japonais, dont Souseki et Ozaki Koyo. C'est ainsi que le quartier devient une référence culturelle. 
Après la Seconde Guerre mondiale, la majorité des bâtiments du quartier furent reconstruits en raison des bombardements et de nombreux expatriés s'installèrent à Kagurazaka. L'arrivée de l'Institut Français du Japon et le Lycée franco-japonais de Tokyo parachèveront sa mutation avec pour résultante un quartier alliant cultures européenne et japonaise. 
Aujourd'hui, Kagurazaka est fréquemment surnommée « le petit Paris », en référence à l'installation de nombreux commerces français dans le quartier. 

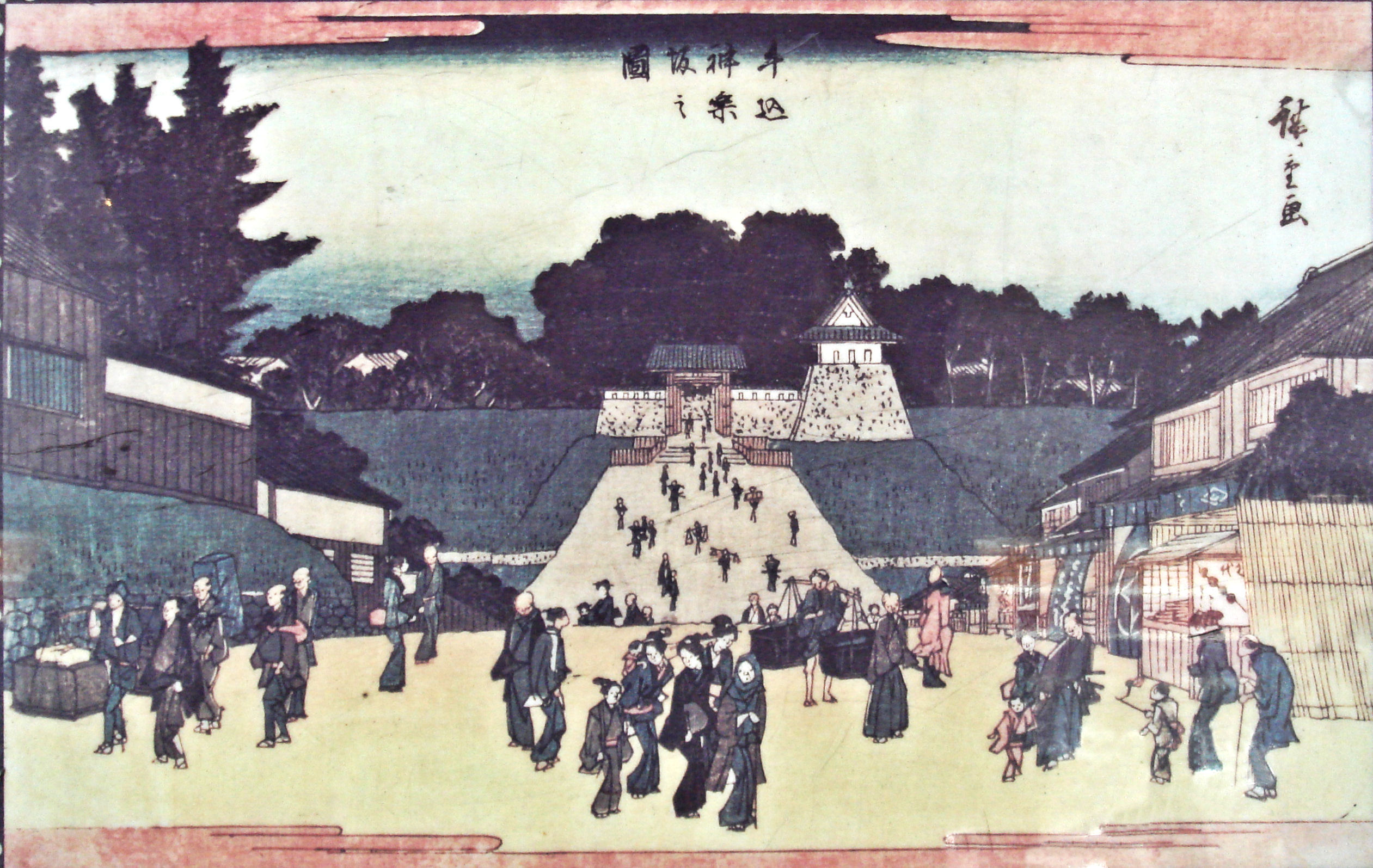
Vue de Kagurazaka et du pont Ushigome avec le château d'Edo dans le fond (牛込神楽坂の図) par Utagawa Hiroshige, 1840.
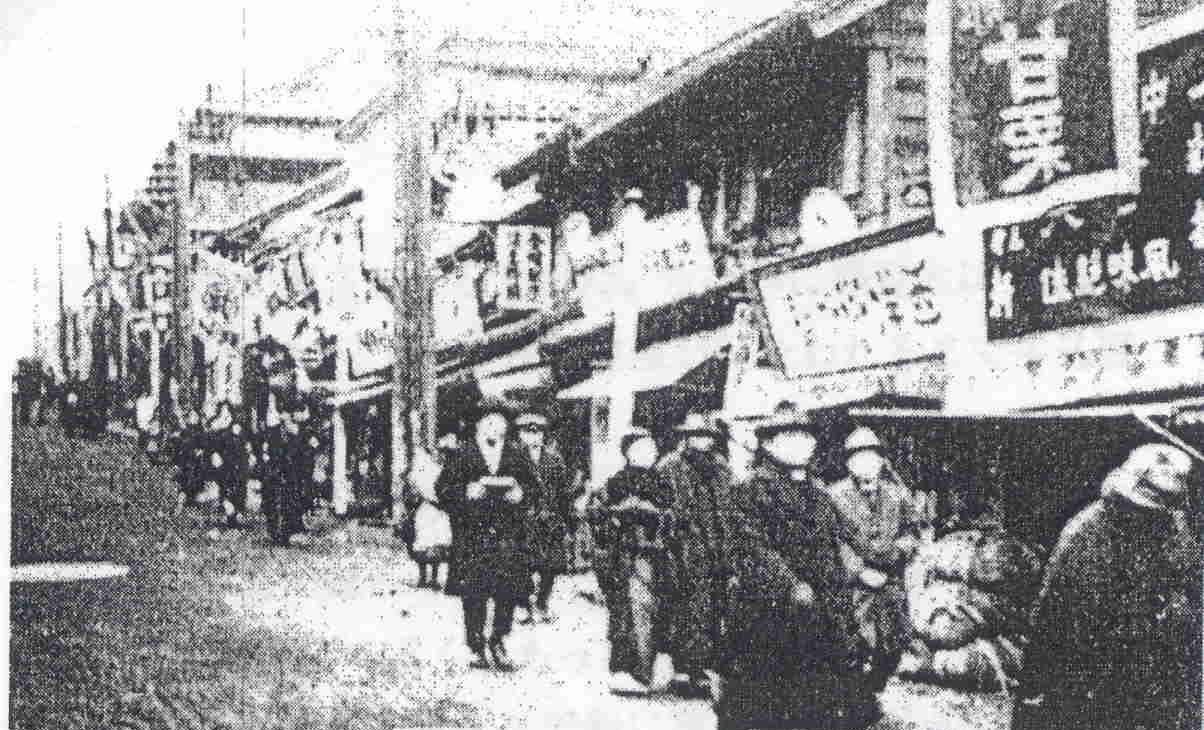
Kagurazaka en 1908.
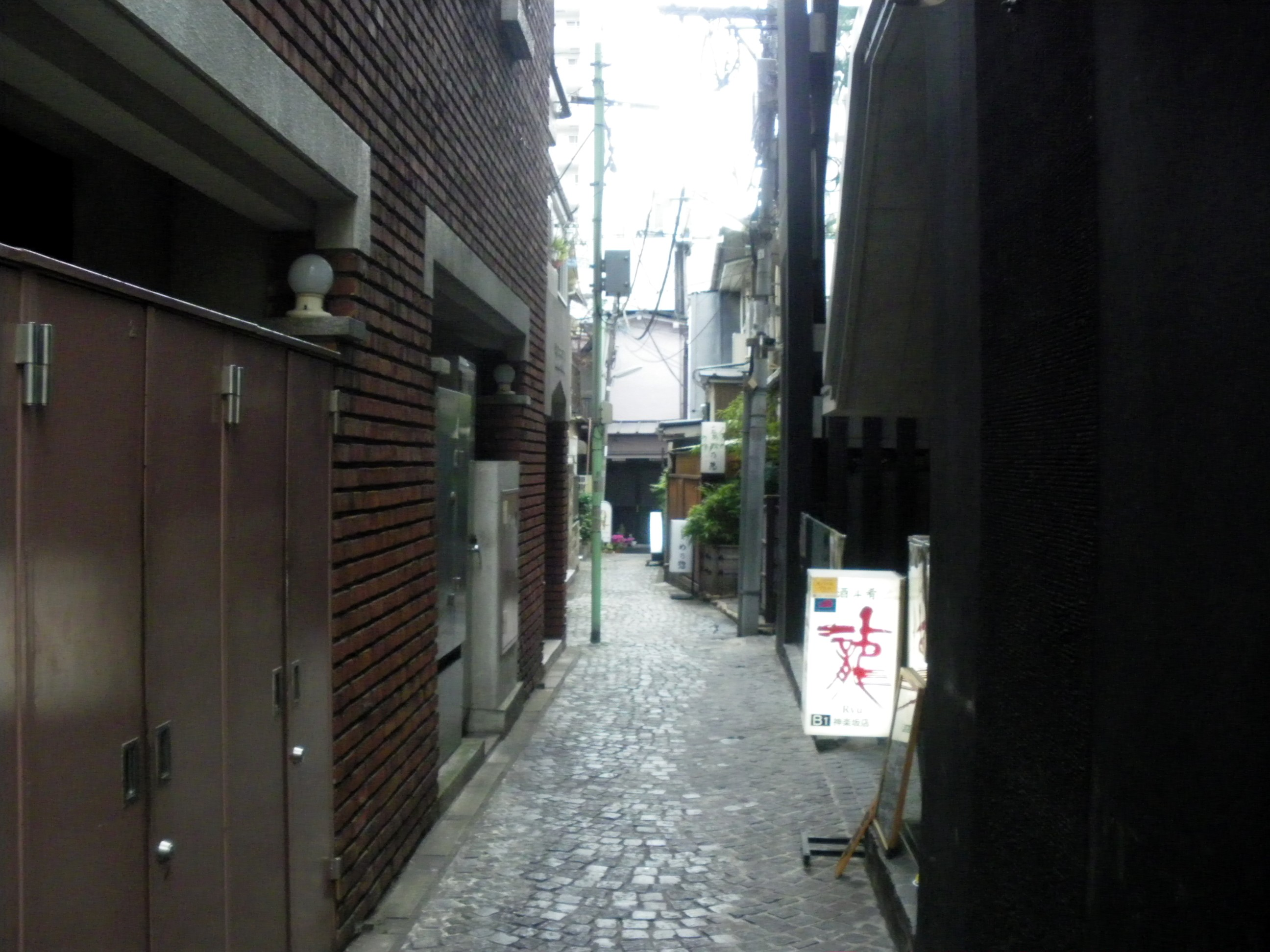
Ruelle de Kagurazaka.

## Divers
Kagurazaka est un important centre de la cuisine japonaise dans la région de Kanto. Plusieurs vieux et célèbres "ryōtei" sont situés dans les ruelles du quartier. Ces ryotei offrent de la cuisine "kaiseki" assez chère et permettent aux clients d'inviter une geisha pour les distraire durant le repas.
L'une des ruelles les plus connues et appréciées est Hyogo Yokocho.
Le Awa Odori de Kagurazaka (阿波踊り) se tient le 4e vendredi et samedi de juillet.
Le sanctuaire Akagi (Akagi Jinja/赤城神社) a été récemment rénové par le célèbre architecte Kengo Kuma, et ouvrit au public dans sa nouvelle forme en septembre 2010.